# Valanga nigricornis
Valanga nigricornis là một loài côn trùng trong họ Acrididae. Loài này được Hermann Burmeister miêu tả khoa học đầu tiên năm 1838.

Đây là loài gây hại của cây Acacia mangium, phát triển phổ biến ở Indonesia.

## Phân loài
- V. n. sakoemiensis
- V. n. waiensis
- V. n. carolinensis
- V. n. disparilis
- V. n. kalaotuae
- V. n. nigricornis
- V. n. allorensis
- V. n. aroensis
- V. n. australiensis
- V. n. batuensis
- V. n. fortis
- V. n. fumosa
- V. n. sumatrensis
- V. n. insularis
- V. n. saravakensis
- V. n. keyensis
- V. n. lombokensis
- V. n. mangalumensis
- V. n. melanocornis
- V. n. moro
- V. n. rammei
- V. n. halmaherae
- V. n. ornata